# Pszenyczne (obwód kijowski)
Pszenyczne (ukr. Пшеничне) – wieś na Ukrainie, w obwodzie kijowskim, w rejonie białocerkiewskim, w hromadzie Kowaliwka. W 2001 liczyła 630 mieszkańców, spośród których 612 wskazało jako ojczysty język ukraiński, 16 rosyjski, a 2 ormiański.